# Modesto
Modesto är huvudort i Stanislaus County i Kalifornien i USA. I staden bor 188 856 invånare (2000) på en yta av 93,1 km².